# ألفرد أهو
الفريد فينو اهو (بالإنجليزية: Alfred Vaino Aho)‏ (ولد 9 أغسطس 1941) في تيمينس، اونتاريو بكندا هو عالم كندي في مجال الحاسوب حصل على الدكتوراه في الهندسة الإلكترونية وعلوم الحاسب من جامعة برنستون، وقد تولى أمر مركز الأبحاث في مختبرات بيل الفترة من عام 1963 إلى عام 1991، ومرة أخرى في الفترة من عام 1997 إلى عام 2002 حيث كان نائب رئيس مركز بحوث علوم الكمبيوتر، ويعمل في الوقت الراهن أستاذ علوم الكمبيوتر في جامعة كولومبيا، حيث يعمل أيضا نائب رئيس في مجال التعليم الجامعي لعلوم الكمبيوتر.
و من أشهر أعمال اهو لغة البرمجة (إيه.دابليو.كيه) AWK التي شاركه فيها كل من بيتر وينبرجر وبراين ويلسون كيرنيغان وأيضا اشتراكه مع كل من رافي سيتي وجيفري المان في تأليف كتاب المترجمات المترجمات : مبادئ وتقنيات وأدوات (Compilers: Principles, Techniques, and Tools) ويعرف أيضا هذا الكتاب باسم كتاب التنين (Dragon Book), حصل على العديد من الأوسمة، بما في وسام جون فون نيومان من جمعية مهندسي الكهرباء والإلكترونيات (IEEE) وعضويه في كل من الأكاديمية الأميركية للآداب والعلوم والاكاديميه الوطنية للهندسة. وهو يحمل شهادة دكتوراه فخريه من جامعة واترلو وجامعة هلسنكي في فنلندا.

## وصلات خارجية
- صفحة اهو الخاصة